# 上海公共租界虹口捕房
上海公共租界虹口捕房（Shanghai Municipal Police Hongkew Station），是上海公共租界工部局警務處在虹口地区设立的一个分巡捕房。同时也是继老闸捕房之后建立的第二个分巡捕房。虹口捕房设立于1861年，直至1943年租界被汪精卫政府收回后，由伪上海市警察局虹口分局接管境内治安。其现址为上海市公安局虹口分局。

## 设立

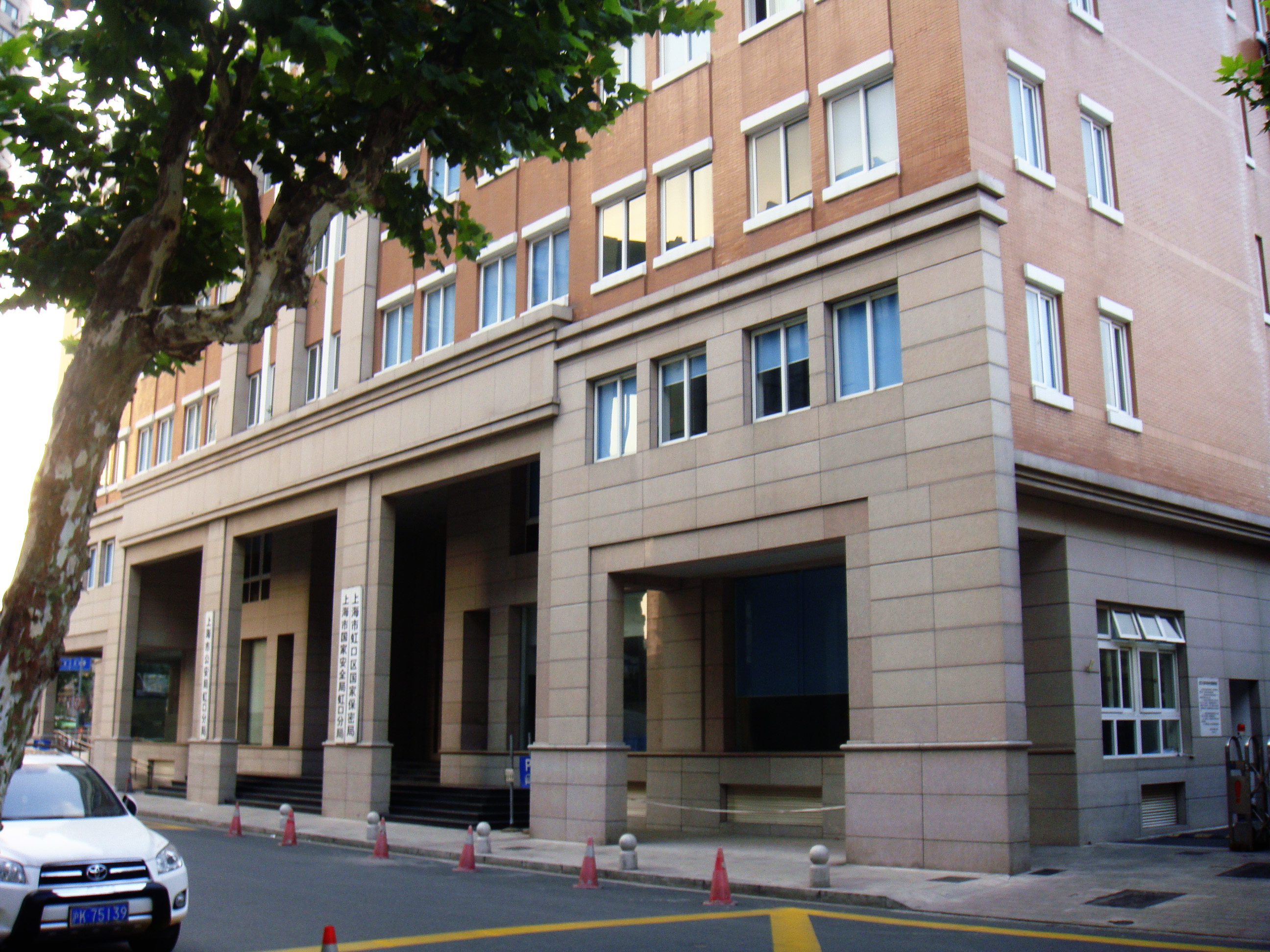
原虹口捕房旧址，今上海市公安局虹口分局大楼

1848年，上海美租界设立，但租界内的治安仍由上海县的捕快负责。1854年，小刀会起义冲击上海县衙，各租界治安陷入混乱。此时，英、法、美三个租界采取联合策略，共同组成市政机关—工部局，并于工部局下设置巡捕房，以维持租界治安。不过，由于美租界位于苏州河北，巡捕房的治安管理并不有效。到1861年2月，工部局效法老闸捕房的设置，在美租界所在的虹口地区设立了工部局的第二个分巡捕房。设立之初，捕房暂时租用当地的民房，日常的开支则由虹口地区的居民和纳税人负担，而日常管理则由负责总巡捕房日常工作的拉姆斯伯顿巡官负责。最初，虹口捕房设置副巡官一人，巡长一人，巡捕十二人。
1861年9月11日，时任工部局董事会的美籍董事金能亨向工部局提议，在虹口地区专门建造捕房办公用房和设施。1864年12月23日，工部局董事会以每年2500两白银的租金，租下百老汇路处的一些房屋，经简单装修后，作为临时捕房启用。同时，工部局也试图寻找一处合适的地点以建立较为永久性的捕房。
1875年，负责公共租界巡捕房事务的警备委员会决定在公共租界北区1068号地块，即今闵行路16号，总计7.5亩的土地上兴建虹口捕房。建造费用通过发售建设债券的形式募集。1878年8月1日，耗资32000两白银的虹口捕房落成，随即捕房自百老汇路迁入新址。新建捕房可提供20名外籍巡捕和40名华捕居住，同时配有8间牢房。1890年，捕房进行改建，在原基础上，增建供20名印度巡捕和46名华人巡捕居住的宿舍。1908年，虹口捕房在主楼东侧扩建3层楼房一座。四年后，再度扩建。此后虹口捕房未再有较大改动。1943年，公共租界由汪精卫政府收回，虹口捕房的地产和设施移交上海市警察局虹口分局。

## 辖境
1861年虹口捕房初设之时，其辖区为整个苏州河北的租界地区。此后随着公共租界的扩展，虹口捕房的辖境也随之扩大。1898年，汇司捕房建立，西虹口地区治安转由汇司捕房管辖。1903年，汇山捕房设立，元芳路以东治安转由汇司捕房接管。最终，虹口捕房的辖区西起北河南路，北至租界最北端界线，东从虹口港与租界北线交汇处至汉璧礼路桥，沿东汉璧礼路至元芳路后沿路往南至黄浦江边，南界为苏州河和黄浦江。

## 重大警事
- 1894年3月28日，朝鲜籍男子洪钟宇在位于北苏州路的一日商旅馆内开枪射杀朝鲜开化党党首金玉均。虹口捕房接报后出警勘察，并于次日抓获洪钟宇。4月12日，洪钟宇以及金玉均的尸体经清政府“威靖”号军舰运抵朝鲜仁川[4]。

- 1895年10月26日，上海公共租界裁缝举行大罢工。次日下午，数百名游行示威者聚集于虹口捕房，并于巡捕发生正面冲突。随后34名罢工者遭到逮捕，后经会审公廨以暴力罪判处监禁或杖笞[4]。

- 1915年11月10日，北洋政府上海镇守使郑汝成在出席完日本驻上海总领事举行的庆贺大正天皇加冕礼的招待会后，经由外白渡桥北堍时遭革命党人刺杀，当场毙命。行刺者王晓峰、王明山随即被巡街巡捕当场逮捕，并关押于虹口捕房，后被引渡给上海镇守使署[4]。

- 1918年7月16日晚，日本军舰“千代田”号水兵共7人，进入吴淞路295号美利钟表店，并趁维修手表之际，哄抢手表后逃离。该店职员随即当街叫喊，虹口捕房一华捕随即鸣警笛，召集周围巡逻巡捕抓获水兵4名并押回虹口捕房。10分钟后，水兵由所在舰船舰长领回，但当日深夜，日本水兵和侨民聚集于虹口捕房附近寻衅滋事。19日深夜，更是在日籍巡捕的怂恿下与华人巡捕发生枪战。最终日籍巡捕和侨民各死1人，10余人受伤。而华人巡捕和居民各有4人受枪伤和刀伤。随即，公共租界工部局下令万国商团进入虹口租界地区，协助虹口捕房维持该地秩序[4]。